# Синдром Сваєра
Синдро́м Сва́єра або дизгенез гонад 46,XY (англ. Swyer syndrome, Gonadal Dysgenesis, 46,XY) — генетичне захворювання, пов'язане в багатьох випадках з мутацією в Y-хромосомі, яка призводить до формування жіночого фенотипу в індивіда з генотипом 46, XY. Важливою рисою синдрому Сваєра є недорозвиненість статевих залоз (гонад), через що людина є стерильною і за відсутності гормонально-замісної терапії не проходить статевого дозрівання.

## Історія відкриття
У 1955 році британський ендокринолог Джеральд Сваєр (англ. Gerald Swyer) описав два випадки невідомої раніше патології, які охарактеризував як «чоловічий псевдогермафродитизм». Дві жінки мали генотип 46,XY та страждали на первинну аменорею, в обидвох спостерігались анатомічно нормальні вульви (хоча в одної мала місце гіпертрофія клітора). В подальшому було з'ясовано, що подібний патологічний стан часто супроводжується відсутністю нормально розвинених яєчників або яєчок і часто згадується у медичній літературі як чистий дизгенез гонад.

## Мутації генів
Синдром Сваєра пов'язаний із мутаціями ряду генів, що розташовані як в Y-хромосомі, так і в аутосомах (наприклад, DHH, MAP3K1, NR5A1, SOX9 та ін.). Ідентифіковано щонайменше 15 генів, мутації в яких є причиною даної патології ембріонального розвитку. З виникненням синдрома Сваєра пов'язують 4 різні мутації SRY гена. Синдром Сваєра успадковується аутосомно-домінантно (мутації NR5A1, гетерозиготні мутації DHH, дуплікації WNT4), аутосомно-рецесивно (гомозиготні мутації DHH), зчеплені з Х-хромосомою (дуплікації NR0B1) або Y-хромосомою (мутації SRY).
10-20 % жінок з синдромом Сваєра мають делецію ДНК-зв'язуючого регіону гену SRY. Інші 80-90 % мають нормальний ген SRY, а мутації присутні в інших генах, що кодують тестикулярні фактори детермінації. Зазвичай мутації SRY з'являються de novo, хоча описано 11 сімейних випадків, серед яких 6 міссенс мутацій, 3 нонсенс та 2 делеції, що спричинили зсув рамки зчитування. При синдромі Сваєра Y-хромосома може бути SRY-позитивна або -негативна, тобто без делеції або з делецією SRY ділянки відповідно.
9 % випадків синдрому Сваєра пов'язані з мутацією гена NR5A1, що кодує транскрипційний фактор SF-1.

### SRY
Ген SRY кодує білок TDF (testis determining factor), транскрипційний фактор, регулючий експресію інших генів, що в свою чергу кодують транскрипційні фактори, які ініціюють розвиток чоловічої статевої системи в ембріональному періоді. Під час сперматогенезу при мейозі Y-хромосома може втрачати SRY шляхом переносу даного гену на X-хромосому. Нащадки, що успадковують таку Y-хромосому без гену SRY, мають синдром Сваєра.

### DHH
Дефекти гену DHH пов'язують з частковим дизгенезом гонад, що супроводжується поліневропатією. Припускається, що даний ген одночасно залучений і в диференціації гонад, і в розвитку периневрію.

### NR5A1
NR5A1 кодує білок SF-1 (steroidogenic factor 1), транскрипційний фактор залучений у детермінації статі шляхом регуляції активності генів, пов'язаних з розвитком наднирників, статевих органів та залоз. Спершу SF-1 продукується клітинами урогенітального гребеня, що в процесі ембріонального розвитку розділяються на дві популяції: клітини-попередники кори наднирників та гонад. З розвитком чоловічої статевої системи збільшується продукція SF-1 в клітинах Лейдіга та тестикулярних тяжах. SF-1 контролює експресію гена AMH в клітинах Сертолі.
SF-1 також регулює активність генів гіпоталамічно-гіпофізарно-гонадної осі, що теж беруть участь у синтезі стероїдних гормонів гонадами та наднирниками.
При нокауті гена NR5A1 у ембріональних стовбурових клітинах мишей було виявлено, що SF-1 необхідний для розвитку первинних стероїдогенних тканин. У нокаутованих мишей були відсутні наднирники та статеві залози, відбувалась реверсія геніталій з чоловічих на жіночі.
Мутації NR5A1 призводять до реверсії статі, делеції — до неповного розвитку гонад. При гетерозиготних мутаціях NR5A1 — 46, XY повний дизгенез гонад.
| Тип                                                                                | OMIM                                                   | Ген   | Локус   |
| ---------------------------------------------------------------------------------- | ------------------------------------------------------ | ----- | ------- |
| 46, XY, дизгенез гонад (повний), SRY-зв'язаний                                     | 400044 [Архівовано 29 березня 2019 у Wayback Machine.] | SRY   | Yp11.3  |
| 46, XY, дизгенез гонад (повний чи частковий), DHH-зв'язаний                        | 233420 [Архівовано 29 березня 2019 у Wayback Machine.] | DHH   | 12q13.1 |
| 46, XY, дизгенез гонад (повний чи частковий), з чи без наднирникової недостатності | 612965 [Архівовано 29 березня 2019 у Wayback Machine.] | NR5A1 | 9q33    |
| 46, XY, дизгенез гонад (повний), CBX2-зв'язаний                                    | 613080 [Архівовано 29 березня 2019 у Wayback Machine.] | CBX2  | 17q25   |
| 46, XY, дизгенез гонад (повний чи частковий), з делецією 9p24.3                    | 154230 [Архівовано 29 березня 2019 у Wayback Machine.] | DMRT1 | 9p24.3  |

## Патогенез
Диференціювання соматичних клітин у клітини Сертолі та Лейдіга обумовлюється геном SRY. Секреція антимюлерівського гормону (АМГ) клітинами Сертолі спричиняє регресію Мюлерових протоків. Тестостерон, що секретується клітинами Лейдіга, індукує диференціацію Вольфового протоку у сім'янні везикули, придатки яєчка та сім'явивідні протоки.
За відсутності Y-хромосоми чи мутації будь-якого з генів, продукти яких опосередковують початкові стадії детермінації чоловічої статі, індиферентні гонади не можуть диференціюватись у яєчка. Без клітин Лейдіга і тестостерону не відбувається розвиток Вольфових проток, чоловічі внутрішні органи не формуються. Відсутність тестостерону означає і відсутність дигідротестостерону, тому геніталії не маскулінізуються. Клітини Сертолі теж не диференціюються і відповідно не продукується АМГ. Мюлерові протоки не регресують, а формують фаллопієві труби, матку та верхню третину вагіни. За недорозвинутих гонад, недостатність АМГ виявляється у нормальному розвитку матки.

### Порушення регуляції гену SOX9
Ген SOX9 відомий як ключовий ген детермінації статі серед усіх хребетних. Експресія SOX9 в гонадах жорстко контролюється. Перший ключовий момент у детермінації статі — це активація транскрипції SOX9 транскрипційним фактором TDF, що є продуктом гену SRY. TDF та SF-1 (продукт гену NR5A1) утворюють комплекс, що активує енхансер hTES (human testis specific enhancer) гену SOX9. SOX9 також активує hTES, що є механізмом авторегуляції еспресії.
Мутації генів SRY, NR5A1 та SOX9, що наявні у пацієнтів з синдромом Сваєра, призводять до зменшення здатості продуктів даних генів активувати енхансер hTES.
SOX9 — ключовий ген під час розвитку гонад, що регулюється факторами детермінації статі (продуктами генів SRY, NR5A1 та SOX9). Відповідно дизгенез гонад спричинений будь-якими мутаціями, що порушують регуляцію транскрипції SOX9.

### Роль МАРК шляху
Специфічні мутації гену сигнальної трансдукції, МАР3К1, спричиняють реверсію детермінації статі, зміщуючи баланс з шляху розвитку чоловічої статевої системи на жіночу. Мутації МАР3К1 опосередковують зміщення цього балансу, підвищуючи експресію WNT/бета-катеніну/FOXL2 та зменшуючи експресію SOX9/FGF9/FGFR2/SRY. Хоча МАР3К1 зазвичай необов'язковий для детермінації яєчок, але нормальний розвиток може бути порушений за рахунок даних функціональних мутацій.

## Клінічні ознаки
Від 10 до 20 % жінок із синдромом Сваєра мають делецію у гені SRY.
Дитина народжується з жіночим фенотипом, нормально сформованими жіночими геніталіями, без явних аномалій розвитку, нормального зросту та ваги. У новонароджених матка нормальної морфології, рівень гормонів теж в нормі, на ультразвукових дослідженнях та МРТ яєчники не ідентифікуються. Неоднозначність геніталіїв відсутня.
При синдромі Сваєра жіночі зовнішні статеті органи нормально сформовані, внутрішні статеві органи включать сформовані матку, вагіну та фаллопієві труби, але нефункціональні яєчники. В деяких випадках вагіна та фаллопієві труби можуть бути редукованими, а матка рудиментарною. В описується випадок, коли у 27-річної пацієнтки з синдромом Сваєра матка була представлена невеликим за розмірами скупченням тубулярної тканини, що, як припускалось, є нерозвиненим Мюлеровим протоком. Зазвичай матка є гіпопластичною, тобто має нормальні пропорції, але менші розміри. Іноді наявне потоншення ендометрію. Менший поперечний переріз матки наявний навіть після проходження статевого дозрівання внаслідок гормональної терапії.
Особи з синдромом Сваєра замість яєчників мають нерозвинені гонади, що являють собою скупчення фіброзної тканини, фіброзні «зв'язки».
Гонади нездатні до продукування статевих гормонів (естрогену та андрогенів) та гаметогенезу, тому при синдромі Сваєра не настає статеве дозрівання і відповідно не розвиваються вторинні статеві ознаки: відсутність збільшення молочних залоз, волосся під пахвами та лобкового волосся. Тим не менш, при синдромі Сваєра лобкове волосся та волосся під пахвами часто з'являється у підлітковому віці, оскільки наднирники продукують частину андрогенів, що і стимулюють ріст волосся у даних місцях.
Дівчата-підлітки мають нормальну будова тіла для свого віку.
Рівень фолікулостимулюючого та лютеїнізуючого гормонів вище норми, рівень естрогену низький. Тестостерон в нормальних межах для жінок.

## Супутні порушення
При синдромі Сваєра у 60 % жінок розвивається остеопенія, особливо ризик зменшення мінеральної щільності кісток підвищується при затримці лікування гормональною терапією.
Високий ризик появи гонадобластом ще у дитячому віці, тому після встановлення діагнозу синдрому Сваєра проводиться білатеральна гонадектомія. Розвиток пухлин пов'язують з експресією тестикулярного специфічного білка, що кодується геном TSPY на Y-хромосомі, та мутаціями генів SRY, SOX9, WT1. Гонадобластоми є доброякісними утвореннями, але можуть бути попередниками злоякісних пухлин (дизгерміном, тератом, ембріональних карцином та пухлин ендодермального синуса).

## Діагностика
Рання діагностика є важливою з декількох причин: ризик розвитку пухлин гонад, необхідність гормональної терапії для індукції статевого дозрівання та попередження виникнення остеопорозу.
Діагностувати синдром Сваєра можливо лише у підлітковому віці, коли має настати статеве дозрівання. Основними скрагами є первинна аменорея (відсутність менструацій), статевий інфантилізм, відсутність розвитку молочних залоз (або незначний розвиток, стадія Таннера I-III).
Проводиться оцінка затримки статевого розвитку, маркером чого є підвищення рівня гонадотропних гормонів (фолікулостимлюючого та лютеїнізуючого гормонів). Після гормонального аналізу здійснюють перевірку каріотипу та обстеження органів малого тазу. Оскільки нерозвинені гонади часто не виявляються за допомогою багатьох методів візуалізації, тому обстеження органів малого тазу проводиться у три етапи з метою отримання точних результатів: ультразвукове дослідження, МРТ та лапароскопія. В деяких випадках навіть на МРТ неможливо виявити фаллопієві труби та гонади, вони виявляються лише за допомогою лапароскопії.
При каріотипі 46, XY, наявності матки та відсутності яєчників ставиться діагноз синдрому Сваєра.

## Лікування
Одразу після постановки діагнозу гонади видаляються хірургічним шляхом (гонадектомія) через високий ризик виникнення гонадобластом.
Основним методом лікування є призначення довготривалої гормонально-замісної терапії (прийняття естрогену та прогестерону) для стимуляції статевого дозрівання та відповідного розвитку жіночих вторинних статевих ознак (фемінізація). Уже через півроку гормональної терапії у пацієнток настає менархе. Внаслідок гормональної терапії при синдромі Сваєра навіть недорозвинена матка може збільшитися у розмірах з подальшим формуванням повноцінної шийки та тіла матки.
Жінки з синдромом Сваєра можуть не лише завагітніти шляхом імплантації заплідненої донорської яйцеклітини, а й нормально виносити та народити дитину.

## Епідеміологія
Синдром Сваєра є порівняно рідкісною патологією. Частоту виникнення синдрому Сваєра оцінюють як 1 випадок на 100 000 народжень. Існують рідкісні сімейні випадки синдрому Сваєра.